# Esche Schümann Commichau Stiftung
Die Esche Schümann Commichau Stiftung (in eigener Schreibung in Versalien) mit Sitz in Hamburg wurde 1997 aus Anlass des 175-jährigen Bestehens der Sozietät Esche Schümann Commichau gegründet.

## Stiftungszweck
Ausweislich der Satzung ist Zweck der Stiftung die Förderung der Ausbildung in den rechts-, wirtschafts- und steuerberatenden Berufen, vornehmlich auf dem Gebiet des Wirtschaftsrechts unter anderem durch Ausschreiben von Wettbewerben im Rahmen von Diplomarbeiten und sonstigen wissenschaftlichen Arbeiten, Vergabe von Stipendien, Zahlung von Zuschüssen zu den Druckkosten von Dissertationen und anderen wissenschaftlichen Arbeiten sowie der Finanzierung von Auslands- und Inlandsaufenthalten zum Zwecke der Ausbildung.
Die Förderpreisvergabe findet regelmäßig am Sitz der Stiftung in der Form zweier jährlicher Preisverleihungen an jeweils drei Kandidaten statt. Die Kandidaten tragen dabei die wesentlichen Thesen ihres Forschungsvorhabens vor und stellen sich einer kurzen Diskussion zum Inhalt ihrer Arbeit. Aus besonderem Anlass haben zwei der bisherigen Preisverleihungen der Stiftung im Plenarsaal des Hanseatischen Oberlandesgerichts stattgefunden, eine Preisverleihung fand in der Bucerius Law School statt.  Die Stiftung hat seit ihrer Gründung bislang insgesamt 122 Förderpreise an Hochschulabsolventen verliehen.

## Vorstand
- Gerhard Commichau (1997–2002)
- Reinhard Preuschoff (1997–2002)
- Gunnar Herud (1997–2016)
- Hans Mewes (seit 2002)
- Tom Kemcke (seit 2002)
- Beatrix Arlitt (seit 2016)
- Julia Runte (seit 2022)

## Kuratorium
- Jürgen Hauschildt (1997–2008)
- Heinrich Wilhelm Kruse (1997–2018)
- Karsten Schmidt (seit 1997)
- Ernst-August Ehlers (1997–2016)
- Reinhard Preuschoff (2002–2005)
- Gerhard Commichau (2002–2007)
- Klaus Brockhoff[2] (2008–2016)
- Martin Glaum (2016–2023)
- Bert Kaminski (seit 2017)
- Nicole Ratzinger-Sakel (seit 2023)
- Lars Hummel (seit 2025)

## Bisherige Preisträger
- 1998: Michael Cratzius, „Konzeption eines Kennzahlensystems zur Analyse der Jahresabschlüsse von Holdinggesellschaften“ (Diplomarbeit); Klaus-Dieter Drüen, „Periodengewinn und Totalgewinn – Zum Einfluß des Totalgewinngedankens auf die steuerrechtliche Gewinnermittlung“ (Dissertation)
- 1999: Carsten Oelrichs, „Gläubigermitwirkung und Stimmverbote im neuen Insolvenzverfahren“ (Dissertation); Thomas Möhlmann, „Die Berichterstattung im neuen Insolvenzverfahren“ (Dissertation); Volker Posegga, „Rechtliche Grundlagen einer Sozietät von Rechtsanwälten und Steuerberatern“ (Dissertation); Roman Schmidt-Radefeldt, „Ökologische Menschenrechte“ (Dissertation); Dirk Matschullis, „Betriebswirtschaftliche und steuerliche Beurteilung der Berücksichtigung von Vermögensverlusten im deutschen Steuerrecht“ (Diplomarbeit); Jochen Haußer, „Bilanzierung von Wertpapieren zu Marktwerten nach deutschem und US-amerikanischem Recht unter Berücksichtigung der International Accounting Standards“(Dissertation)
- 2000: Rainer Algermissen, „Recht und Realität der privatrechtlichen Streitverfahren in Wohnungseigentumssachen“ (Dissertation); Sören Salomo[3], „Wechsel der Spitzenführungskraft und Unternehmenserfolg“ (Dissertation)
- 2001: Philipp Heldt-Sorgenfrei, „Organisation der finanziellen Führung – empirische Bestandsaufnahme und Zeitvergleich –“ (Dissertation); Sven Claussen, „Grenzen der Insichgeschaefte im Gesellschaftsrecht“ (Dissertation); Stefan Rössler, „Das Audit Committee als Überwachungsinstrument des Aufsichtsrats“ (Dissertation)
- 2002: Johanna Hey, „Steuerplanungssicherheit als Rechtsproblem“ (Habilitation); Martin Tonner, „Tracking Stocks“ (Dissertation); Sebastian Lovens, „Altlastenfreistellung nach dem Umweltrahmengesetz“ (Magisterarbeit); Mario Hüther „Neue Medien der Aktionärsbeteiligung in der Publikumsgesellschaft“ (Dissertation)
- 2003: Hendrik Nardmann, „Die deutsche Segmentberichterstattung – DRS3 im internationalen Vergleich“ (Dissertation); Burkhard Wiemers „Strategisches Controlling in Professional-Service-Betrieben“ (Dissertation); Daniel Müller Etienne „Die Europarechtswidrigkeiten des deutschen internationalen Erbschaft- und Schenkungsteuerrechts“ (Dissertation); Michaela Engel „Vermögensverwaltende Personengesellschaft und ertragsteuerrechtliche Selbständigkeit“ (Dissertation); Michael Cratzius „Die Einbindung des Absatz- und Produktionsbereichs in Innovationsprozesse“ (Dissertation)
- 2004: Markus Käpplinger, „Inhaltskontrolle von Aktienoptionsplänen“ (Dissertation); Birthe Willert, „Verselbständigung öffentlicher Museen in Stiftungen“ (Dissertation); Jens Böhle, „Der Rückgriff in der Lieferkette gemäß der §§ 478, 479 BGB nach dem Schuldrechtsmodernisierungsgesetz“ (Dissertation); Oliver Rieckers, „Konzernvertrauen und Konzernrecht“ (Dissertation); Carsten Jungmann, „Grundpfandgläubiger und Unternehmensinsolvenz – Deutschland, England, Schottland“ (Dissertation); Jörg Ennuschat[4], „Infrastrukturgewährleistung durch Privatisierung und Regulierung“ (Habilitation)
- 2005: Stephan Gündisch „Personengesellschaften im DBA-Recht“ (Dissertation); Christian Schneider, „Der Vertrieb von Versicherungen über das Internet“ (Dissertation); Ronny Jänig[5], „Die aktienrechtliche Sonderprüfung“ (Dissertation); Oliver L. Knöfel[6], „Grundfragen der internationalen Berufsausübung von Rechtsanwälten“ (Dissertation); Dominik Kallweit, „Die Eigenhaftung des Insolvenzverwalters für prozessuale Masseverbindlichkeiten“ (Dissertation); David C. König „Aktienbasierte Vergütungssysteme für Arbeitnehmer und ihre Wirkung auf die Corporate Governance börsennotierter Unternehmen“ (Dissertation)
- 2006: Thies Lentfer „Einflüsse der internationalen Corporate Governance - Diskussion über die Überwachung der Geschäftsführung“; Sven H. Schneider, „Informationspflichten und Informationssystemeinrichtungspflichten im Aktienkonzern“ (Dissertation); Christian Horn „Die Virtualisierung von Unternehmen als Rechtsproblem“ (Dissertation); Daniel Ihonor, „Herbert Ruscheweyh. Verantwortung in schwierigen Zeiten“ (Dissertation); Tim Florstedt, „Der stille Verband“ (Dissertation); Jan Christoph Richter, „Die Dritthaftung der Abschlussprüfer – eine rechtsvergleichende Untersuchung des englischen, US-amerikanischen, kanadischen und deutschen Rechts“ (Dissertation); Gaby Pottgießer, „Einfluss internationaler Standards auf die handelsrechtliche Rechnungslegung und die steuerliche Gewinnermittlung“ (Dissertation)
- 2007: Erwin Salamon, „Das Schicksal von Gesamtbetriebsvereinbarungen bei Betriebs- und Betriebsteilveräußerungen“ (Dissertation); Ulfert Gronewold[7], „Die Beweiskraft von ‚Beweisen‘ – ‚Audit Evidence‘ bei betriebswirtschaftlichen Prüfungen“ (Dissertation); Klaus-Dieter Drüen, „Die Indienstnahme Privater für den Vollzug von Steuergesetzen“ (Habilitation); Matthias Bäcker, „Wettbewerbsfreiheit als Abwehrrecht“ (Dissertation); Fabian L. Christoph, „Börsenkooperationen und Börsenfusionen – Organisationsrecht, Aufsichtsrecht, Kartellrecht“ (Dissertation); Philipp S. Fischinger, „Arbeitskämpfe bei Standortverlagerung und -schließung“ (Dissertation)
- 2008: Alexander Linn, „Einfluss von Missbrauchsverhinderungsnormen auf die Standortwahl von Unternehmen“ (Dissertation); Andreas Stoll, „Garantiekapital und konzernspezifischer Gläubigerschutz“ (Dissertation); Christian Heinze, „Einstweiliger Rechtsschutz im europäischen Immaterialgüterrecht“ (Dissertation); Jesko Wilhelm Kamischke, „Die kapitalmarktrechtlichen Pflichten der börsennotierten Aktiengesellschaft in der Insolvenz“ (Dissertation); Felix Riesenhuber, „Wissen und Wachstum – Eine empirische Untersuchung von Ausgründungen aus Forschungseinrichtungen“ (Dissertation); Norbert Kuhn, „Kreditgenossenschaften und Basel II: Die Sicht der Evolutorischen Ökonomik“ (Dissertation)
- 2009: Carsten Cramer, „Change of Control-Klauseln im deutschen Recht“ (Dissertation); Sebastian Schanz, „Strukturen und Lösungsverfahren internationaler Steuerplanungsprobleme“ (Dissertation); Patrik Velte, „Intangible Assets und Goodwill im Spannungsfeld zwischen Entscheidungsrelevanz und Verlässlichkeit“ (Dissertation); Denise Alessandra Bauer, „Regulierte Selbstregulierung am Kapitalmarkt – Begründung und Entwicklung eines Modells zur Regulierung der Ratingagenturen“ (Dissertation); Rolf Eicke, „Repatriierung von U.S.-Gewinnen aus Deutschland unter Einbeziehung von Holdinggesellschaften“ (Dissertation); Andreas Hoger, „Kontinuität beim Formwechsel nach dem Umwandlungsgesetz und der Grenzüberschreitenden Verlegung des Sitzes einer SE“ (Dissertation)
- 2010: Torsten Göcke, „Wechselwirkungen bei der Insolvenz von Gesellschaft, Gesellschafter und Organwalter“ (Dissertation); Carl Christian Kauffmann, „Führung von Minderheitsbeteiligungen in Deutschland – Eine empirische Analyse“ (Dissertation); Tibor Schober, „Verfassungsrechtliche Restriktionen für den vereinfachenden Einkommensteuergesetzgeber“ (Dissertation); Joachim Kannegiesser, „Die Außenhaftung der Vorstandsmitglieder einer börsennotierten Aktiengesellschaft für fehlerhafte Kapitalmarktinformationen und ihre Stellung im System der allgemeinen Vorstandshaftung“ (Dissertation); Sebastian Omlor, „Verkehrsschutz im Kapitalgesellschaftsrecht – Zugleich ein Beitrag de lege lata et ferenda zum System des gutgläubigen Erwerbs von GmbH-Geschäftsanteilen“ (Dissertation); Benjamin Raue, „Nachahmungsfreiheit nach Ablauf des Immaterialgüterrechtsschutzes?“ (Dissertation).
- 2011: Timo Höller, „Eine kritische Analyse der Unternehmensteuerreform 2008 im historischen Kontext“ (Dissertation); Tobias Pick, „Der Einfluss von Steuersystemen auf die Ausschüttungspolitik von Kapitalgesellschaften – Eine empirische Analyse“, (Dissertation); Bastian Schoppe, „Aktieneigentum – Verfassungsrechtliche Strukturen und gesellschaftsrechtliche Ausprägungen der Aktie als Gegenstand des Art. 14 GG“, (Dissertation); Markus Ampenberger, „Unternehmenspolitik in börsennotierten Familienunternehmen – eine theoretische und empirische Analyse“ (Dissertation); Joyce Clark, „Hedge-Effektivität im Spannungsfeld zwischen Risikomanagementstrategie und internationalen Accounting-Regelungen“, (Dissertation); Inke Knepel, „Einbringungsgeborene Anteile nach Inkrafttreten des SEStEG“, (Dissertation).
- 2012: Annika Clauss, „Anfechtungsrechte bei Wertpapiergeschäften zu nicht marktgerechten Preisen (Mistrades)“, (Dissertation); Remmer Sassen, „Fortentwicklung der Berichterstattung und Prüfung von Genossenschaften“, (Dissertation); Johannes Weber, „Gesellschaftsrecht und Gläubigerschutz im Internationalen Zivilverfahrensrecht“, (Dissertation); Christian Bochmann, "Covenants und die Verfassung der Aktiengesellschaft, (Dissertation); Adrian Cavin, "Neue Perspektiven auf das System der Kapitalaufbringung im GmbH- und Aktienrecht (Dissertation); Malte Wundenberg, "Compliance und die prinzipiengeleitete Aufsicht über Bankengruppen (Dissertation);
- 2013: Gesa Beckhaus, "Die Rechtsnatur der Erfüllung – Eine kritische Betrachtung der Erfüllungstheorien unter besonderer Berücksichtigung der Schuldrechts-modernisierung (Dissertation); Maximilian André Müller, "Empirical Studies on the Economic Consequences of Financial Reporting Flexibility (Dissertation); Stefan Schmitz, "Steuerrechtliche Reaktionen auf den Handel mit Verlustgesellschaften im Rechtsvergleich (Dissertation); Ulrich G. Schroeter, "Ratings – Bonitätsbeurteilungen durch Dritte im System des Finanzmarkt-, Gesellschafts- und Vertragsrechts (Habilitation); Matteo Fornasier, "Freier Markt und zwingendes Vertragsrecht. Zugleich ein Beitrag zum Recht der Allgemeinen Geschäftsbedingungen (Dissertation); Johanna Kroh, "Der existenzvernichtende Eingriff – Deutschland, England, Frankreich, Niederlande – Eine rechtsvergleichende Untersuchung (Dissertation); Hannes Rösler, "Europäische Gerichtsbarkeit auf dem Gebiet des Zivilrechts (Habilitation); Thomas Hocks, "Joint Degree Program „Master of Law and Business“" (Absolvent).
- 2014: Martin Gross-Langenhoff, Vermögensbindung im Aktienrecht (Dissertation); Hanjo Hamann, Evidenzbasierte Jurisprudenz – Methoden empirischer Forschung und ihr Erkenntniswert für das Recht am Beispiel des Gesellschaftsrechts (Dissertation); Christian Marquart, Zinsabzug und steuerliche Gewinnallokation (Dissertation); Jan Lieder, Die rechtsgeschäftliche Sukzession – Eine methodenpluralistische Grundlagenuntersuchung zum deutschen Zivilrecht und Zivilprozessrecht sowie zum Internationalen und Europäischen Privatrecht (Habilitation); Lukas Rengier; Too Big to Fail als Frage des Kartellrechts – Wettbewerbseffekte, Fusionskontrolle und Entflechtung (Dissertation); Ralf Stollenwerk, Geschäfte zwischen ‚nahestehenden Personen – Begriff und Funktion der ‚nahestehenden Person‘ im deutschen Steuer-, Handelsbilanz- und Insolvenzrecht (Dissertation).
- 2015: Bernd Scholl, Vorstandshaftung und Vorstandsermessen – Rechtliche und ökonomische Grundlagen, ihre Anwendung in der Finanzkrise sowie der Selbstbehalt bei der D&O-Versicherung (Dissertation); Philip Liebenow, Das Schuldverschreibungsgesetz als Anleiheorganisationsrecht und Gesellschaftsrecht der Obligationäre (Dissertation); Julius Helbich, Vertrauensschutz in Verwaltungsvorschriften des Steuerrechts (Dissertation); Juliane Jacobsen, Vereinbarungen über Mitbestimmungsfragen im Konzern (Dissertation); Michael Heese, Beratungspflichten – Eine rechtswissenschaftliche Abhandlung zur Dogmatik der Beratungspflichten und zur Haftung des Ratgebers im Zivil- und Wirtschaftsrecht (Habilitation); Patrick C. Leyens, Informationsmediäre des Kapitalmarkts: Private Marktzugangskontrolle durch Abschlussprüfung, Bonitätsrating und Finanzanalyse (Habilitation).
- 2016: Bettina Sauter, Anhang und Lagebericht im Spannungsfeld zwischen Unternehmens- und Bilanzrecht (Dissertation); Anne Schöppner, Gläubigerschutz in der Vorrats- und Mantel-GmbH nach dem MoMiG (Dissertation); Alexander Witfeld, Das Umsatzsteuerverfahren und die Insolvenz (Dissertation); Marlen Thaten, Die Ausstrahlung des Aufsichts- auf das Aktienrecht am Beispiel der Corporate Governance von Banken und Versicherungen (Dissertation); Niklas Cordes, Die Compliance-Organisation in der GmbH (Dissertation); Florian Mader, Der Informationsfluss im Unternehmensverbund (Dissertation).
- 2017: Daniel Widmann, Die Verschmelzung unter Ausschluss der Minderheitsaktionäre der übertragenden Aktiengesellschaft gemäß § 62 V UmwG (Dissertation); Tobias Keller, Essays on Pension Accounting and Business Research (Dissertation); Christoph Schreiber, Konzernrechtsfreie Kontrolle – Zivilrechtliche Möglichkeiten der Einflussnahme auf die Geschäftsführung der GmbH (Habilitation); Katharina Dorothea Luise Fischer, Die Wiederholungskündigung (Dissertation); Johannes Fütterer, Der Drittanstellungsvertrag – Gesellschaftsrechtliche und arbeitsrechtliche Aspekte der Drittanstellung von Vorstandsmitgliedern und GmbH-Geschäftsführern (Dissertation); Anica Rose, The Performance of Individuals, Teams and Organizations: Empirical Evidence from the Field (Dissertation).
- 2018: Mareike Walter, Die Preisbindung der zweiten Hand – Eine Neubewertung im Licht der ökonomischen Analyse und des US-amerikanischen, europäischen, deutschen und schweizerischen Kartellrechts (Dissertation); Felix Thiele, Financial Decisions in Family Firms. Private Equity Investors, Capital Structures and Firm Identity (Dissertation); Dominik Pietzarka, Haftung bei fehlerhaftem Rechtsformzusatz (Dissertation); Chiara Balbinot, Beihilfeverbot und Rechtsformneutralität – Zugleich ein Beitrag zur Auslegung des Beihilfeverbots im Steuerrecht (Dissertation); Inga Bethmann, Three Essays on the Economic Effects of Tax Policy (Dissertation); Leon Keul, Die Norminterdependenzen des Grunderwerbsteuergesetzes bei Umstrukturierungen inländischer Konzerne (Dissertation)
- 2019: Veronica Hoch, Die Besteuerungssystematik von Kapitalanlagen – Geltendes Recht und Reformvorschlag für eine kohärente Kapitalanlagenbesteuerung (Dissertation); Jean Mohamed, Die Legitimationszession im Aktienrecht (Dissertation); Christian Stier, Essays on fair value measurement (Dissertation); Kirstin Becker, Essays on Accounting Regulation and its Socio-Economic Environment (Dissertation); Jana Landsittel, Investorenkommunikation – unter besonderer Berücksichtigung der persönlichen Investorenkommunikation des Aufsichtsrats und eines Vorsitzenden (Dissertation); Maximilian Konrad, Essays on fair value measurement (Dissertation).